# Mark of the Vampire
Mark of the Vampire és una pel·lícula de terror estatunidenca dirigida per Tod Browning, estrenada el 1935. És un remake de la pel·lícula muda i perduda London After Midnight rodada pel mateix Tod Browning el 1927, amb Lon Chaney.

## Argument
Sir Karell Borotyn (Holmes Herbert) és trobat mort a casa seva, amb dues estranyes ferides punctiformes en el coll. El metge que el tracta, el Dr. Doskil (Donald Meek) i un amic del difunt, el baró Otto (Jean Hersholt) estan convençuts que el responsable del crim és un vampir. Sospiten del Comte Mora (Bela Lugosi) i de la seva filla, Lluna (Carroll Borland). No obstant això, l'inspector a càrrec del cas (Lionel Atwill) es nega a creure en tan fantasiosa història i intenta resoldre aquest assumpte contractant actors per interpretar els vampirs.
La filla del mort sembla la propera víctima. Per això, el Professor Zelen (Lionel Barrymore), expert en temes de vampirisme i ocultisme, arriba al lloc amb la finalitat de poder evitar-li la mort. Al mateix temps, es revelen foscos secrets entorn de la mort de Borotyn.

## Repartiment
- Lionel Barrymore: Professor Zelin
- Elizabeth Allan: Irena Borotyn
- Béla Lugosi: Comte Mora
- Lionel Atwill: inspector Neumann
- Jean Hersholt: Baró Otto von Zinden
- Henry Wadsworth: Fédor
- Donald Meek: doctor Doskil
- Leila Bennett: Maria
- June Gittelson: Annie
- Carroll Borland: Luna
- Holmes Herbert: Sir Karell
- Ivan Simpson: Jan

## Rebuda
La pel·lícula va aconseguir recaptar el necessari tant als Estats Units com Europa. Això va significar un gran alleujament per Browning, ja que la seva anterior pel·lícula, titulada Freaks (estrenada amb prou feines tres anys abans) havia resultat ser un complet fracàs tant en taquilles com en l'opinió pública. La pel·lícula és considerada usualment entre el públic com una sàtira cap al cinema de terror convencional. Molts actors -i fins i tot el personal de producció- s'havien oposat inicialment a la idea (especialment Lugosi), no obstant això; Browning va aconseguir convèncer a l'equip de rodar la pel·lícula amb el desenllaç original.

## Censura a Europa
Mesos després, la pel·lícula va ser portada a Europa per estrenar-se en països com Polònia, Espanya, Suècia i Hongria. No obstant això, Polònia no va rebre positivament a la pel·lícula, i el Consell de Censura d'aquest país va decidir vetar-la a les seves sales de cinema, argumentant que el contingut d'aquesta podria arribar a ser molt 'pertorbador'. Mentrestant a Hongria, els censors van decidir realitzar diversos talls a la cinta. Entre les escenes eliminades es trobaven les que contenien sang, trets de ratapinyades i crits. A territori suec també es va prohibir la projecció de la pel·lícula.

## Crítica actual
La pel·lícula manté actualment crítiques mixtes, i encara que en la majoria de vegades s'ha criticat el seu desenvolupament lent i poc coherent, la gran majoria de crítics ha estat d'acord que les actuacions (principalment la de Lugosi) i l'atmosfera aconseguida per Browning fan d'aquesta pel·lícula tota una joia del cinema. Carlos Cuesta (crític de cinema) va afirmar «[…] El desenvolupament de la trama és lent i de vegades avorrit, freturós de ritme i pesat […] No obstant això, l'ambient on té lloc l'acció és molt reeixit, i l'actuació de Bela Lugosi pot considerar-se excel·lent si es té en compte el moment de rodar la pel·lícula.»
La pel·lícula té una ràtio del 77% a la pàgina Rotten Tomatoes, basat en 13 comentaris, dels quals 10 són positius i 3, negatius. Mentre que a la pàgina Abandomoviez la pel·lícula compta amb una ràtio de 7.48/10, basat en un total d'11 crítiques.